# Hydroporus ferrugineus
Hydroporus ferrugineus là một loài bọ cánh cứng trong họ Bọ nước. Loài này được Stephens miêu tả khoa học năm 1829.

## Hình ảnh

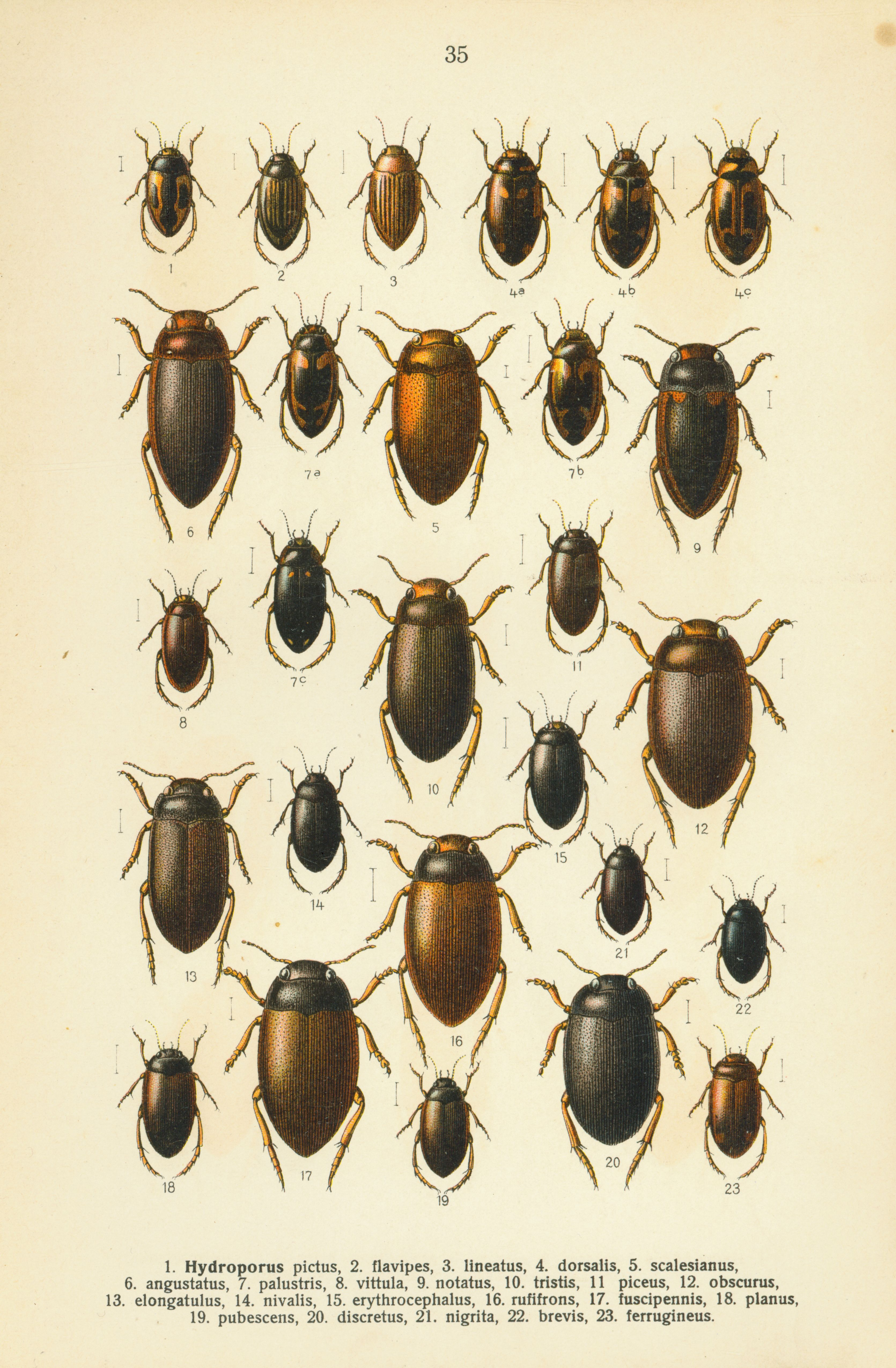